# Kleiner Kulm

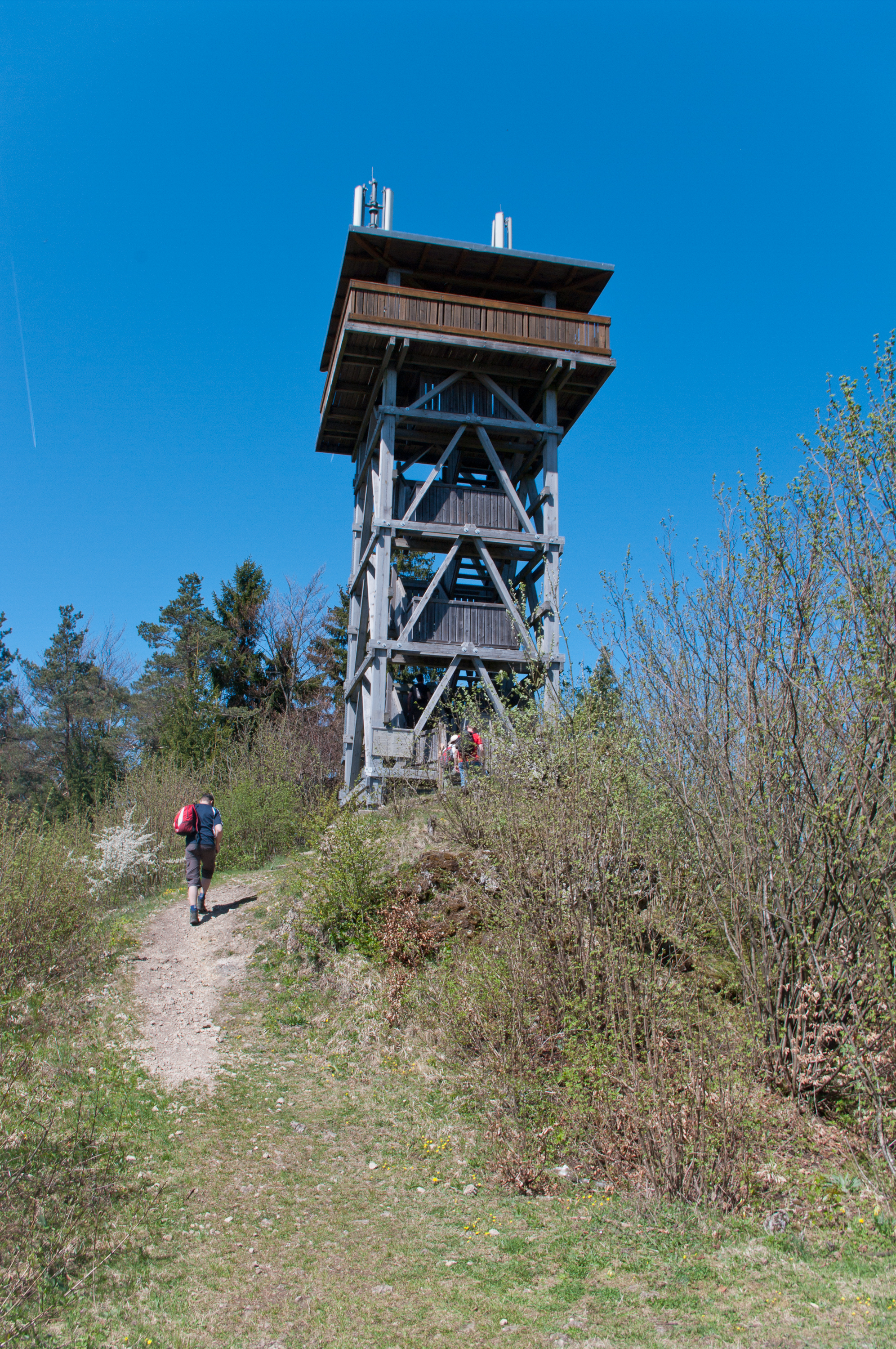
Aussichtsturm auf dem Kleinen Kulm

Der Kleine Kulm ist ein bewaldeter Berg und mit 626 m ü. NHN die höchste Erhebung der Fränkischen Schweiz. Er liegt bei Körbeldorf im bayerischen Landkreis Bayreuth in Deutschland.

## Geographische Lage
Der Kleine Kulm erhebt sich am Ostrand der Fränkischen Schweiz im Naturpark Fränkische Schweiz-Frankenjura. Sein Gipfel liegt 1,1 km nordöstlich von Körbeldorf, 1,1 km ostsüdöstlich von Kosbrunn, 1,5 km südsüdwestlich von Büchenbach, 2 km südwestlich von Kaltenthal und 2,5 km westnordwestlich von Buchau; sie alle sind Stadtteile von Pegnitz.
Der Berg liegt auf der Wasserscheide von Wiesent im Westen und Pegnitz im Osten: Während das Wasser des an der nordwestlichen Nebenkuppe Warenberg (608 m) entspringenden Grießbachs durch die Püttlach der Wiesent zufließt, erreicht jenes des auf dem Bergosthang quellenden Buchauer Bachs durch die Fichtenohe die Pegnitz.
Auf Großteilen des Berges liegen Teile des Landschaftsschutzgebiets Fränkische Schweiz-Frankenjura (CDDA-Nr. 396107; 2001 ausgewiesen; 1004,2418 km² groß), das bis an die etwa in Nord-Süd-Richtung über den Bergosthang führende Bundesautobahn 9 reicht.

## Aussichtsturm
Nach dem Zweiten Weltkrieg wurde auf dem Kleinen Kulm ein Aussichtsturm errichtet, dessen Plattform auf 7 m Höhe lag. Die Holzkonstruktion zerfiel und wurde abgerissen.
Im Jahr 2000 wurde ein neuer, 15 m hoher Aussichtsturm aus Holz mit einer überdachten Plattform auf 637 m Höhe errichtet. Von dort ist ein uneingeschränkter Panoramablick in alle Himmelsrichtungen möglich. Eine Informationstafel mit Richtungspfeilen enthält die Namen von Sichtzielen und deren Entfernungen in Kilometern.